# Conciertos (álbum de Alejandro Lerner)
Concierto es el primer álbum en vivo del cantante argentino Alejandro Lerner. Incluye canciones de los álbumes Alejandro Lerner y la magia, Todo a pulmón y Lernertres, además de Cuatro estrofas del EP Sus primeras canciones. Después de este álbum se aleja de la música en la Argentina y se muda a los Estados Unidos. 

## Canciones
1. Por un minuto de amor
2. Para quererme bien
3. Las conclusiones de mi vida
4. Parte del milagro
5. No hace falta que lo digas
6. Cuatro estrofas
7. Algunas frases
8. Nena neurótica
9. Mil veces lloro
10. Todo a pulmón

- Datos: Q28341040